# Stylopallene dorsospinum
Stylopallene dorsospinum är en havsspindelart som beskrevs av Clark, W.C. 1963. Stylopallene dorsospinum ingår i släktet Stylopallene och familjen Callipallenidae. Inga underarter finns listade i Catalogue of Life.